# Långmaren

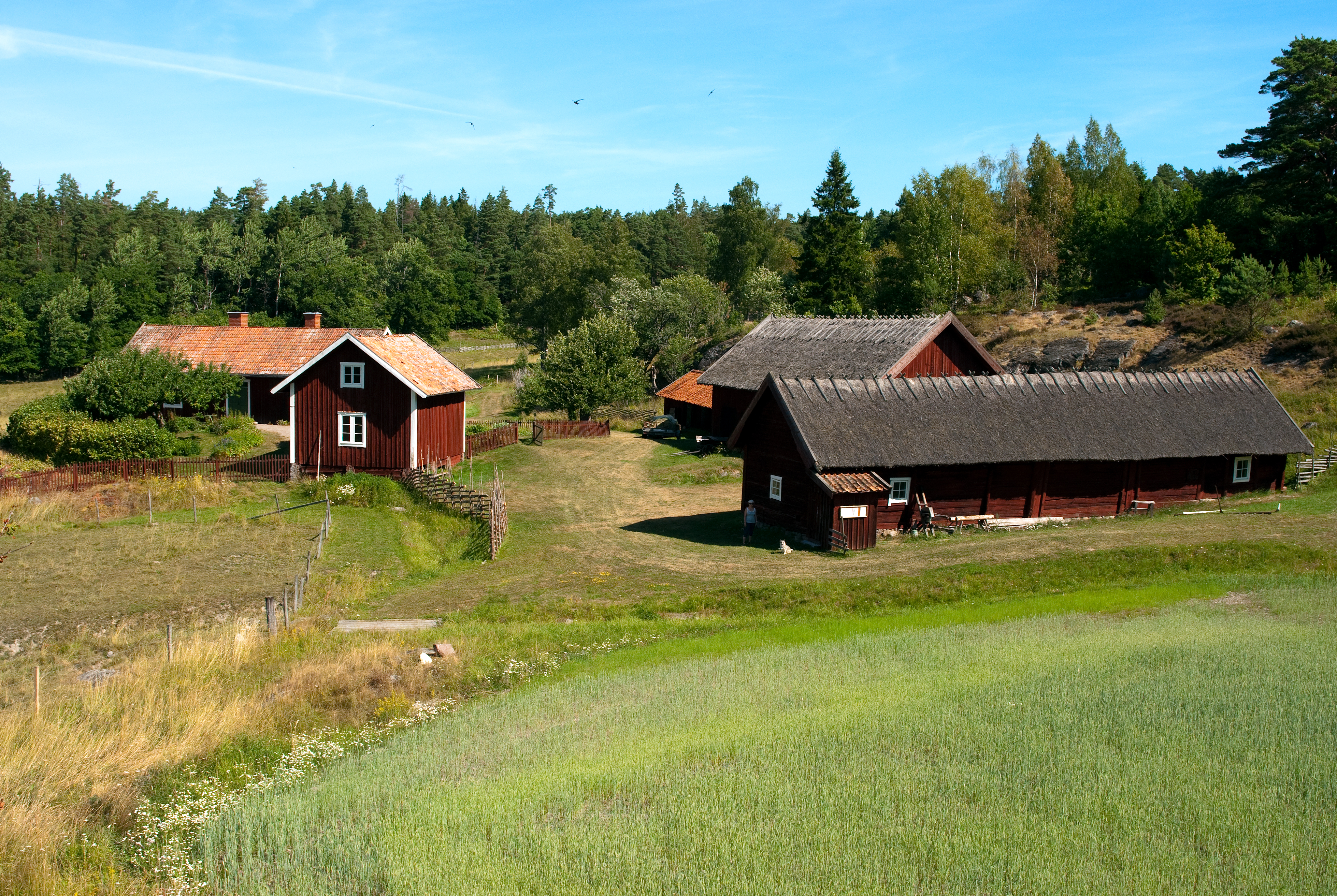
Långmaren museigård.

Långmaren är en museigård belägen i Nynäs naturreservat mellan Nyköping och Trosa. Gården brukades till 1967 då Landstinget i Södermanland övertog den. Långmaren är klassad som byggnadsminne och förvaltas av Sörmlands Naturbruk inom Landstinget Sörmland.
Gården har en ålderdomlig prägel mycket på grund av de många uthusen: En bod med mjölkrum, snickarverkstad, ladugård, loge, får- och grishus, hönshus, jordkällare och tvättstuga. Ett stort antal gärdesgårdar bidrar också till det ålderdomliga intrycket.
Den siste arrendatorn på Långmaren hette Ivar Karlsson (1902–1993).  Han blev känd som en av de sista lantbrukarna i Sverige som enbart använde oxar som dragkraft på gården.

## Bildgalleri

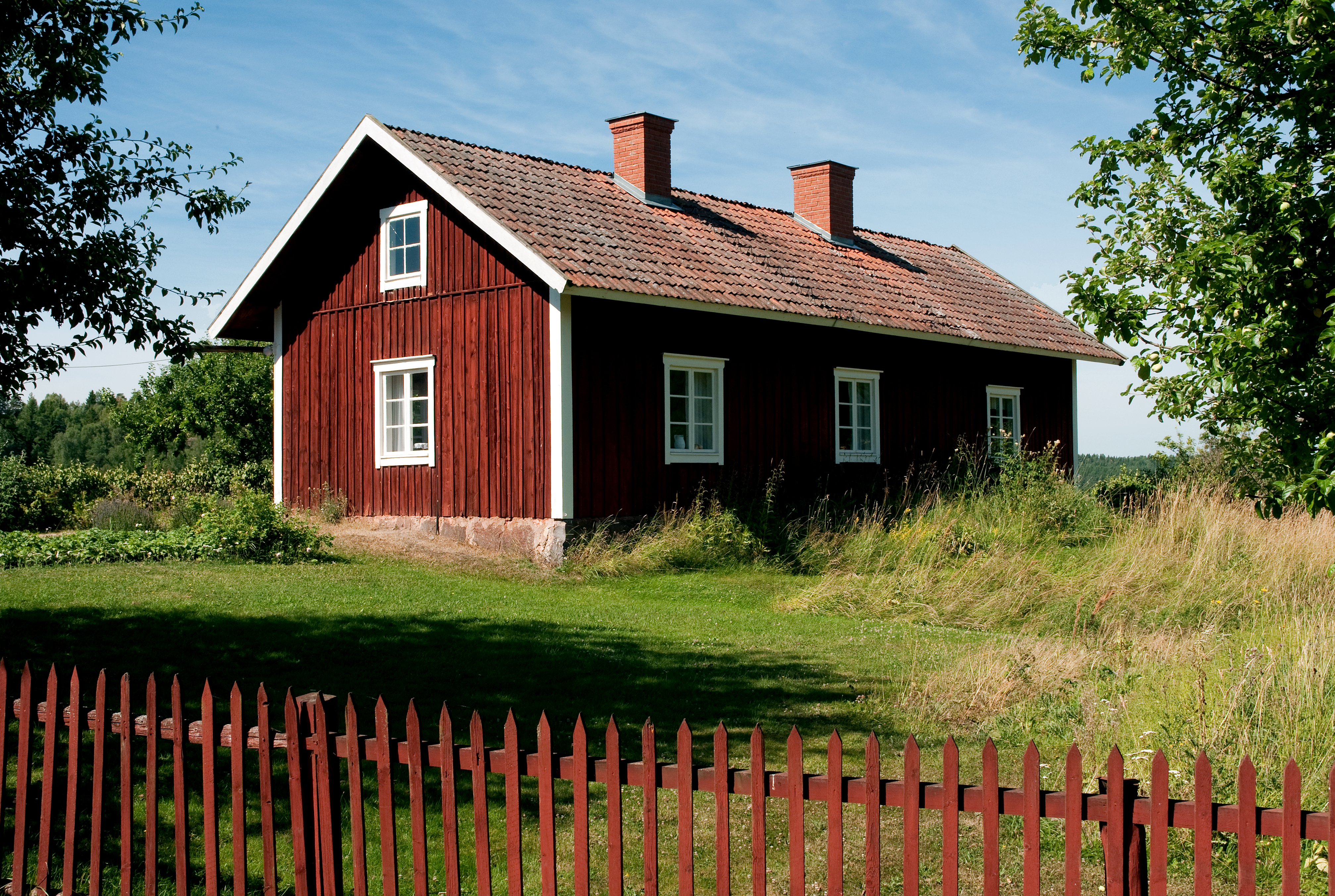
Bostadshuset.
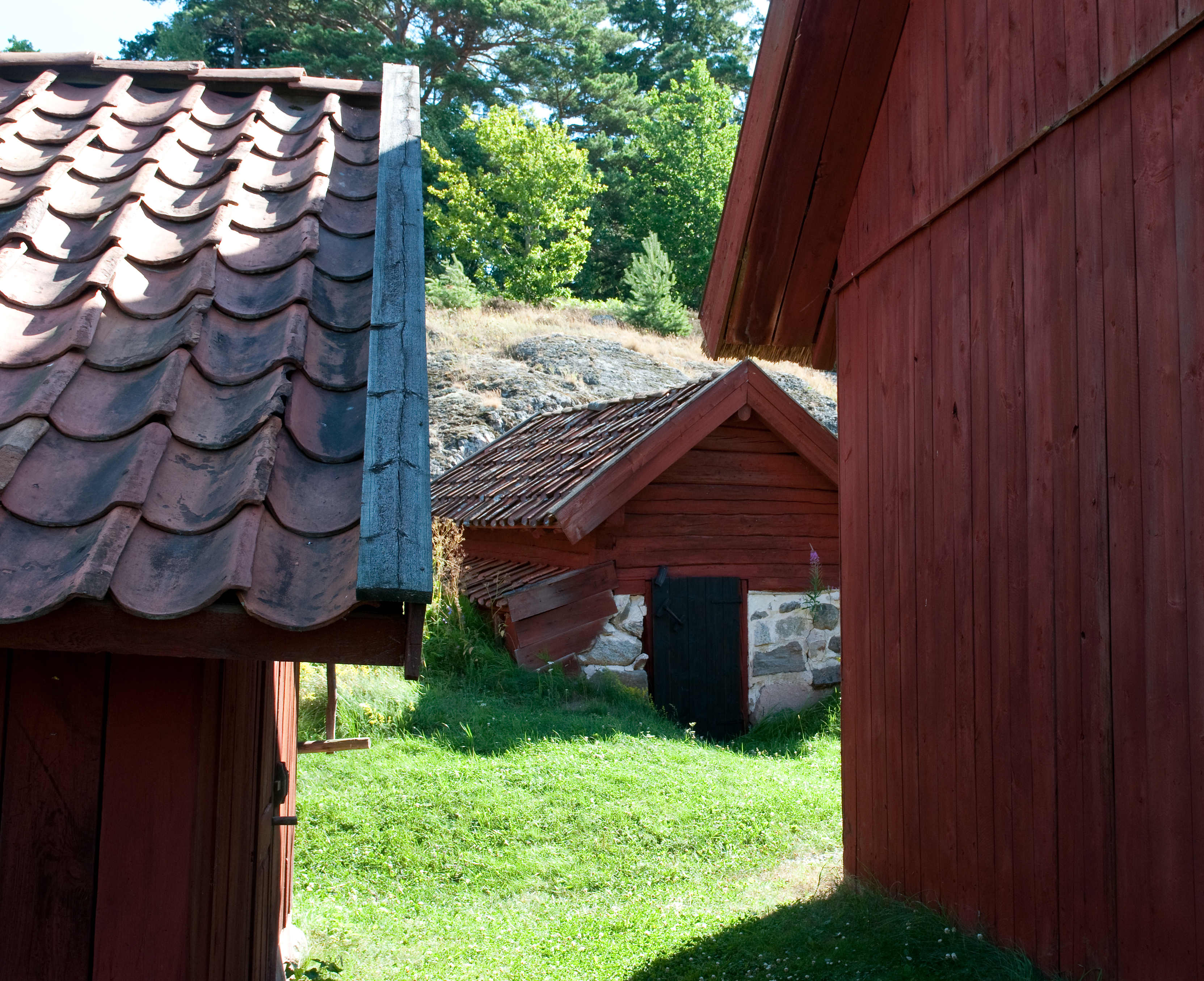
Uthus.
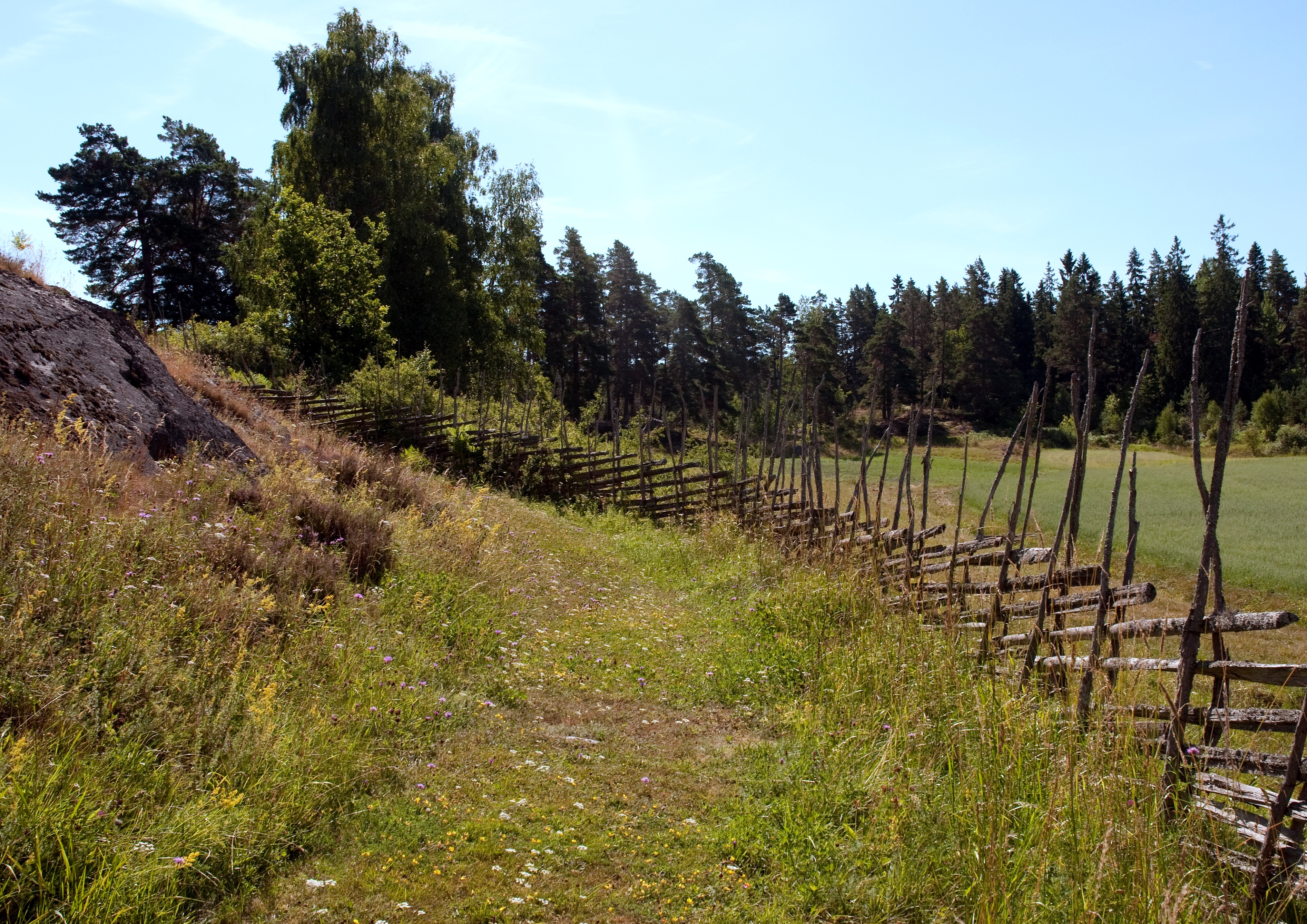
Gärdesgård.
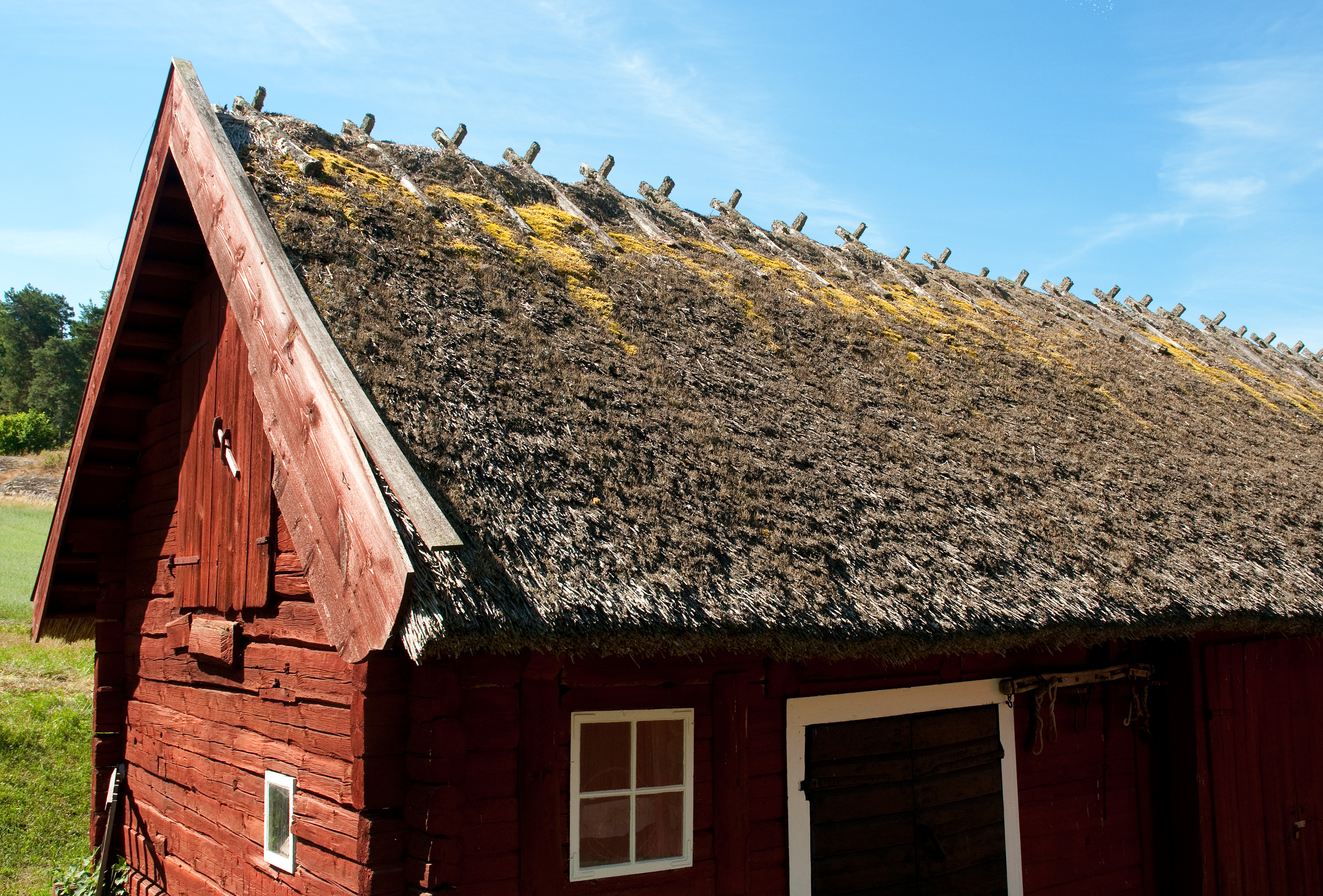
Vasstak